# Botryocladius freemani
Botryocladius freemani är en tvåvingeart som beskrevs av Peter Scott Cranston och Edward 1999. Botryocladius freemani ingår i släktet Botryocladius och familjen fjädermyggor. Inga underarter finns listade i Catalogue of Life.